# 莫尔斯同调
微分拓扑中，莫尔斯同调是光滑流形的同调论，利用光滑结构和流形上的辅助度量来构造，而结果是拓扑不变的，实际上同构于奇异同调。莫尔斯同调也是弗洛尔同调的各种无穷维推广的模型。

## 正式定义
给定任意（紧）光滑流形，令f是莫尔斯函数，g是其上的黎曼度量（这些都是辅助性的，归根结底莫尔斯同调不依赖于它们）。{\displaystyle (f,g)}给出了梯度向量场。若同f所有临界点相关联的稳定与不稳定流形与彼此横截相交，则称{\displaystyle (f,g)}为莫尔斯–斯梅尔对。
对任何这样的一对{\displaystyle (f,g)}，可以证明任意两临界点之间的指标之差等于点间梯度流的模空间维度。于是，索引为i的临界点与指标为{\displaystyle i-1}的临界点间存在1维流模空间。每个流都可通过定义域中的1维平移进行重参数化。模去重参数化后，商空间是0维，即未参数化流线的有向点集。
链复形{\displaystyle C_{*}(M,(f,g))}可定义如下。链集是临界点生成的Z-模。复形的微分d将指标为i的临界点p送到指标-{\displaystyle (i-1)}临界点之和，系数对应p到指标{\displaystyle (i-1)}-临界点的未参数化流线的（有符号）数字。因为模空间的紧性，所以此种流线数量有限。
从对梯度流模空间如何紧化的理解，这定义了链复形（{\displaystyle d^{2}=0}）。即，{\displaystyle d^{2}(p)}中，指标-{\displaystyle (i-2)}临界点q的系数是由从p到指标为{\displaystyle i-1}的某临界点r的指标1流，以及r到q的另一个指标1流组成的断裂流的（有符号）数。断裂流恰好构成了指标2流的模空间边界：任何不断裂指标2流序列的极限都可以证明是这种形式，而且所有断裂流都作为不断裂指标2流的极限出现。非参数化指标2流以1维族形式出现，会紧化为有界紧1维流形。紧1维流形的界的符号计数为0证明{\displaystyle d^{2}(p)=0}。

## 莫尔斯同调不变性
可以证明，此复形的同调与用于定义它的莫尔斯–斯梅尔对{\displaystyle (f,\ g)}无关。总可以定义在任意两给定对{\displaystyle (f_{0},\ g_{0}),\ (f_{1},\ g_{1})}之间插值的对{\displaystyle (f_{t},\ g_{t})}的同伦。通过分岔分析或连续映射，总可以定义{\displaystyle C_{*}(M,(f_{0},g_{0}))}到{\displaystyle C_{*}(M,(f_{1},g_{1}))}的链映射，可以证明这两个莫尔斯同调同构。使用同伦同伦的类似论证表明，这种同构是规范的。
另一种证明莫尔斯同调不变性的方法是将其与奇异同调直接关联起来。可以定义到达奇异同调的映射：将临界点送到与之相关联的非稳定流形相关联的奇异链。反过来，奇异链通过梯度向量场的流被送到极限临界点。要严格做到这一点，最简单的方法是使用流理论。
将与指标为i的临界点相关联的非稳定流形视作i-胞腔（cell），并证明莫尔斯对应于胞腔复形的有界映射，于是得到与胞腔同调的同构，这样也可以证明与奇异同调的同构。

## 相关构造
这种莫尔斯方法的构造来自勒内·托姆与斯蒂芬·斯梅尔的工作。约翰·米尔诺关于h-配边理论的书中也隐式地使用了这种方法。
从莫尔斯同调同构于奇异同调的事实出发，考虑适当秩的同调群所需生成子（临界点）数量（并考虑莫尔斯复形的截断类型（truncation），得到更强的不等式），可得莫尔斯不等式。莫尔斯同调的存在从范畴化的意义上“解释”了莫尔斯不等式。
爱德华·威滕在1980年代初提出了一个相关构造，有时也称作莫尔斯–威滕理论。
莫尔斯同调可以推广到指标有限、度量完整、函数满足帕莱-斯梅尔紧性条件的有限维非紧/无限维流形，如黎曼流形上测地线的能量泛函。指标与余指标都无穷、但任何一对临界点的相对指标都有限的推广就是弗洛尔同调。
谢尔盖·彼得罗维奇·诺维科夫将这一构造推广到与流形上闭1形式相关联的同调论。莫尔斯同调是1形式{\displaystyle {\rm {d}}f}的特例。诺维科夫理论的一个特例是圆值莫尔斯理论，Michael Hutchings与Yi-Jen Lee将其同解析扭子与塞伯格-威滕理论联系起来。

## 莫尔斯–博特同调
莫尔斯同调可在莫尔斯–博特环境下进行，即，当函数没有孤立的非退化临界点、而有临界流形（且在某点的切空间与该店的黑塞核重合）。若待研究函数在非离散李群上不变，这种情形就会经常出现。
为描述由此产生的链复形及其同调，要在每个临界子流形上引入一般莫尔斯函数。链将由以下路径组成：始于辅助莫尔斯函数临界点的临界流形，沿着关于某度量的梯度轨迹离开子流形，沿莫尔斯–博特函数的梯度向量场直到遇到其他临界流形，或者沿临界子流形上莫尔斯函数相关联的梯度轨迹流动一段时间，直到遇到另一个临界子流形等等；或流到原子流形中的临界点，并停止。见(Frauenfelder)。这种莫尔斯–博特同调的构造见于Bourgeois关于切触同调的未发表工作中，当中临界子流形是里布轨道集，临界子流形间的梯度流是辛化切触流形中的伪全纯曲线，趋近于里布轨道的相关临界流形中的里布轨道。
若将每个莫尔斯函数扩展为临界子流形附近支持的整个流形上的一个函数，就可以显式地写下扰动原莫尔斯–博特函数的莫尔斯–斯梅尔函数。即，将每个扩展后的函数乘以某小的正常数，求和并将结果加到原莫尔斯–博特函数上。前述断裂流将会{\displaystyle C^{0}}接近这个莫尔斯–斯梅尔函数的流线。